# Mdadm
mdadm (multiple device administrator) è una utilità per Linux utilizzata per creare, cancellare, monitorare e gestire periferiche in RAID software.
Il nome attuale deriva dal dispositivo md (multiple device) che amministra o gestisce. Il nome originale era mdctl "Mirror Disk Controller" ma fu cambiato con l'aumentare delle sue funzionalità.
mdadm è un software libero sotto licenza GNU General Public License versione 2 o successive creato e mantenuto da Neil Brown di SUSE.